# ال برندس
ال برندس (انگلیسی: L Brands) شرکت خرده‌فروشی پوشاک آمریکایی است، که در سال ۱۹۶۳ تأسیس شد.